# Eyjafjallajökull
Der Eyjafjallajökull ([ˈɛɪjäˌfjätläˌjœːkʏtl̥] ⓘ), auf Deutsch Eyjafjöll-Gletscher, ist der sechstgrößte Gletscher Islands; gleichzeitig wird mit dem Namen auch der darunter liegende Stratovulkan bezeichnet.
Er liegt an der äußersten Südküste, westlich des Gletschers Mýrdalsjökull in der Gemeinde Rangárþing eystra, die größte Höhe beträgt 1651 m. Unter dem Gletscher befindet sich der Vulkan mit eigener Magmakammer, der seit der Besiedelung von Island in den Jahren 920, 1612 (oder 1613), 1821 bis 1823 und zuletzt im Jahr 2010 aktiv war.

## Name
Der Name Eyjafjallajökull (isländisch für „Inselberge-Gletscher“) rührt von den so genannten Landeyjar (deutsch „Landinseln“) her. Das sind felsige Erhebungen, Inselberge, auf dem Sander zwischen den Bergen und dem Meer. Sie ragen schroff aus der völlig flachen Sandebene heraus wie Inseln aus einem Meer und waren tatsächlich oftmals in früherer Zeit Inseln, ehe die Gletscherläufe bei vulkanischen Eruptionen mit ihrem Sedimenteintrag die Küstenlinie ins Meer hinaus verschoben.
Eine ganze Reihe geographischer Eigennamen dieser Gegend sind Komposita mit ey (deutsch „Insel“), z. B. Petursey, Akurey, Hallgeirsey, Thorvaldsey, Eyjarmýri (deutsch „Inselmoor“), Eyjarhellir (deutsch „Inselhöhle“) und eben auch Eyjarfjöll (deutsch „Inselberge“) und Eyjafjallajökull (deutsch „Inselbergegletscher“). Zusammengesetzte Nomen benutzen im Isländischen im Allgemeinen die Genitivform des Bestimmungswortes.

## Der Gletscher
Die Eiskappe des Eyjafjallajökull bedeckt etwa 78 Quadratkilometer und reicht bis auf eine Höhe von etwa 1000 Meter hinunter.
Der höchste der Gipfel, die am Rande der Gipfelcaldera als kleine Nunataks aus dem Gletscher hervorragen, ist der 1651 Meter hohe Guðnasteinn. Weitere bekannte Gipfel sind Goðasteinn im Norden des Hauptkraters und Hámundur im Süden des Hauptkraters.
Einige Auslassgletscher senken sich bis auf den Talboden in 150–200 m Meereshöhe. Die bedeutendsten dieser Auslassgletscher sind Steinholtsjökull und Gígjökull, die sich in Richtung des Stromes Markarfljót nach Norden erstrecken. Der Name letzteren Auslassgletschers bedeutet auf Deutsch Kratergletscher und geht auf die Tatsache zurück, dass der Auslassgletscher von einer großen Scharte im Gipfelkrater ausgeht. Gígur ist das isländische Wort für Krater. Der steile und zerklüftete Auslassgletscher reicht circa 1200 Meter ins Tal des Markarfljót hinunter. Der Gígjökull hat am Talboden hohe Moränen aufgeschoben. Durch Abschmelzen der Eismassen hatte sich ein Gletschersee gebildet, genannt Lónið. Bei dem Vulkanausbruch im April 2010 wurde der Gletschersee durch Vulkanasche und Sedimente vollständig aufgefüllt und verschwand.

## Der Vulkan unter dem Gletscher
Mit Eyjafjallajökull wird nicht nur der Gletscher, sondern auch das gesamte Vulkanmassiv mit mehreren kleineren Bergen darunter bezeichnet.

### Gestalt des Vulkans

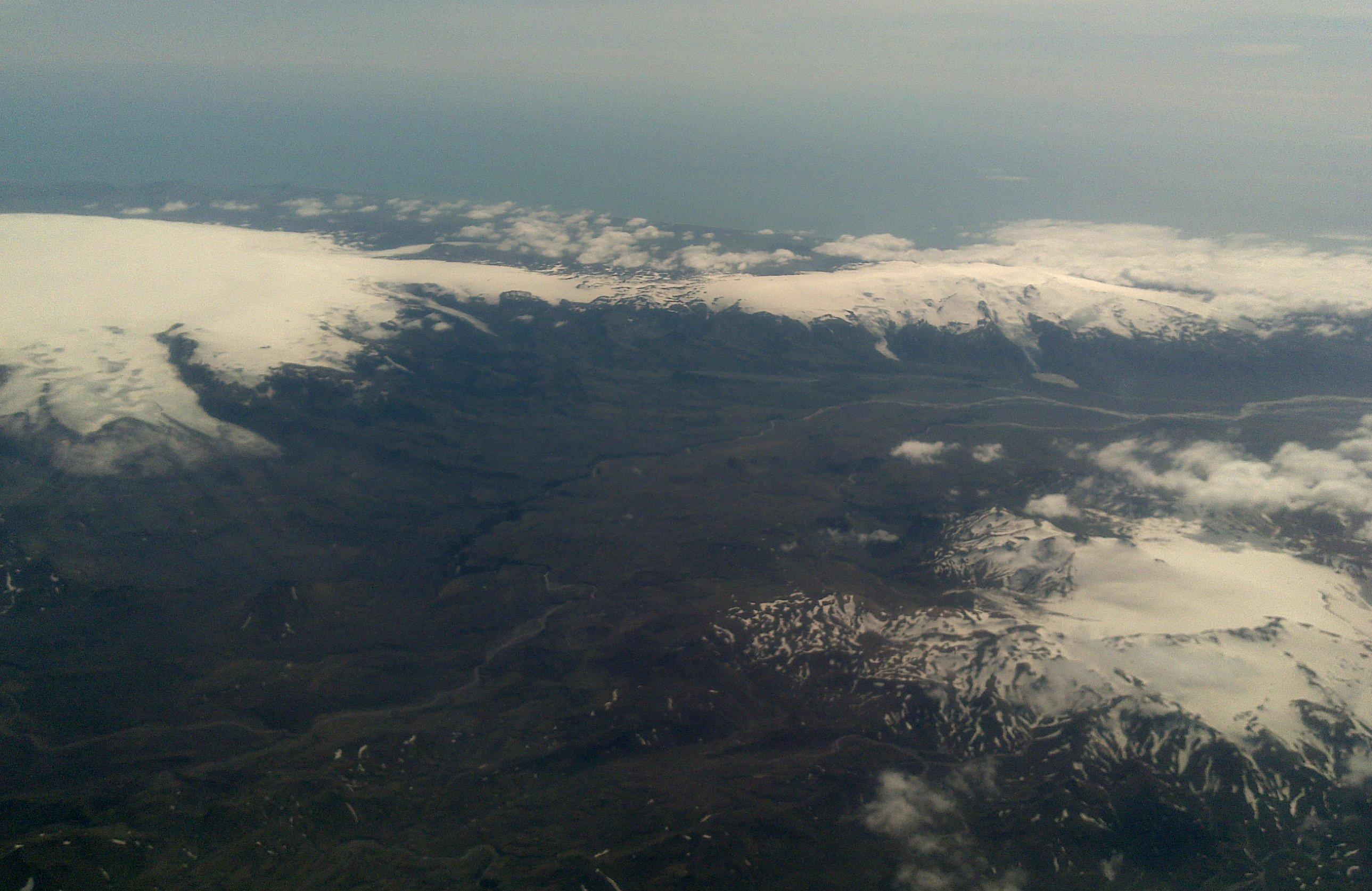
Eyjafjallajökull im Hintergrund rechts, mit Mýrdalsjökull links und Tindfjallajökull unten rechts. Aussicht von Norden aus. Die Ausbruchsstelle 2010 liegt zwischen Eyjafjallajökull und Mýrdalsjökull.

Der Vulkan gehört der Südlichen bzw. Östlichen Vulkanzone von Island an, wobei sich die Vulkanologen dabei über die Art des Vulkans nicht ganz einig sind. Þorleifur Einarsson reiht ihn unter die Stratovulkane ein, Þór Þórðarson spricht von einem Schildvulkan und Ari Trausti Guðmundsson beschreibt den Vulkan als „flaches, längliches Vulkangebäude“.
Die Caldera des Vulkans hat einen Durchmesser von etwa drei bis vier Kilometern. Die zum Vulkan gehörigen Spaltenschwärme erstrecken sich mit ihren Kratern in West-Ost-Richtung über circa 30 Kilometer. Einige weitere Krater bildeten sich im März 2010 während des jüngsten Ausbruchs am Fimmvörðuháls.

### Gesteine, Lava und Asche
Die ältesten Gesteine des Eyjafjallajökull sind etwa 700.000 bis 800.000 Jahre alt. Es handelt sich dabei um sogenannte transitionale Basalte (Übergangstyp zwischen Alkalibasalt und Tholeiitbasalt), aber auch höher differenzierte Gesteine, wie beispielsweise Dazit. Die Basalt-Gesteinstypen an diesem Vulkan waren als heiße Lava um 1200 °C flüssig und enthalten einen SiO2-Anteil um circa 50 Prozent sowie Anteile von Al2O3, MgO, FeO, K2O und Na2O. Die flüssige Lava erkaltete zu Basalt. Ähnliche chemische Zusammensetzungen haben die Laven der Vulkane auf Hawaii und in Australien im Undara-Nationalpark.

## Eruptionsgeschichte

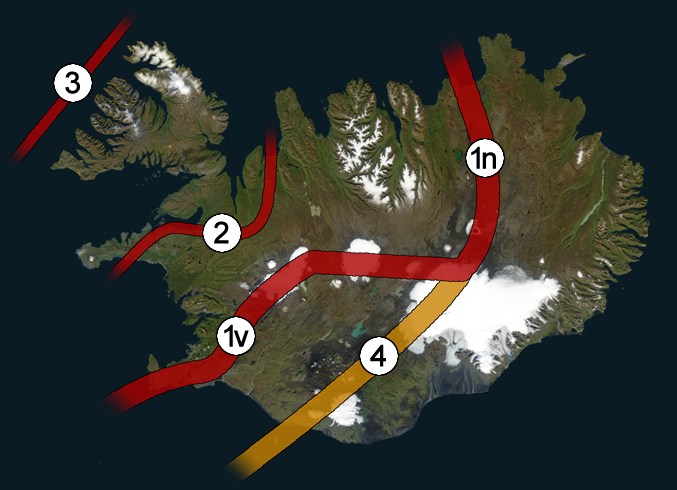
Riftzonen (Grabenbrüche) Islands:
1v:
Westliche Grabenbruchzone
1n: nördliche Grabenbruchzone
2:. Snæfellsnes-Skagi Bruchzone – inaktiv
3: Westfjorde-Grabenbruchzone – inaktiv
4: östliche Vulkanzone – mutmaßlicher zukünftiger Grabenbruch
Der Eyjafjallajökull befindet sich in der östlichen Vulkanzone in unmittelbarer Nähe der Südküste

Strombolianische Eruption: 1 Aschenwolke; 2 Lapilli; 3 Aschenregen; 4 Lavafontäne; 5 Vulkanische Bombe; 6 Lavastrom; 7 Lava- und Aschenlagen; 8 Geologische Schichten; 9 Dyke; 10 Vulkanschlot; 11 Magmakammer; 12 Sill

Der Vulkan unter dem Eyjafjallajökull hat eine ungefähr 800.000 Jahre lange Eruptionsgeschichte vorzuweisen. Seit der Landnahme ab 870 n. Chr. war er vor 2010 jedoch lediglich viermal aktiv und gehört daher nicht zu den aktivsten Vulkanen Islands.

### Prähistorische Eruptionen
Während der Eiszeit lassen sich zwölf verschiedene Ausbruchsphasen feststellen, davon entfallen sechs Phasen auf interglaziale Perioden und sechs weitere auf glaziale Perioden.
Während der Letzteren entstanden etwa Hyaloklastite und Kissenlaven, die auch Teile des Vulkangebäudes ausmachen.
Während der eisfreien Perioden häuften sich Lavaschichten an. Diese sind z. B. deutlich in den ehemaligen Meeresklippen an der Südseite des Bergmassivs zu sehen.
Nach der Eiszeit ereigneten sich vor circa 10.000 Jahren zwei effusive Eruptionen, bei denen die Lavaströme von Hamragarðar und Kambagil produziert wurden.

### Historische Eruptionen

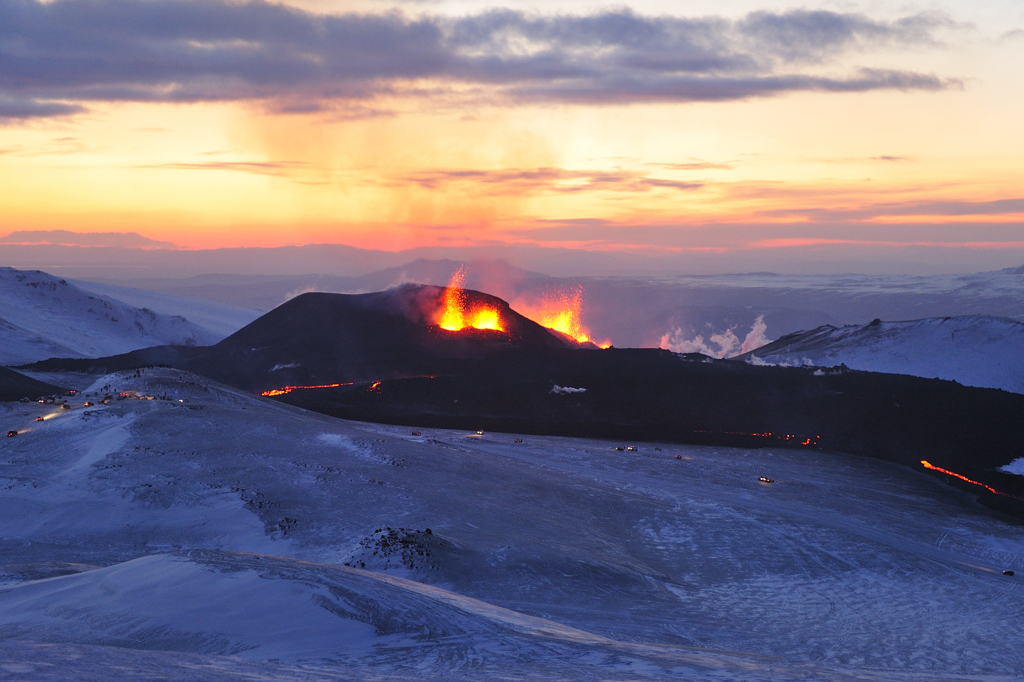
Fimmvörðuháls, März 2010

Seit der Besiedelung Islands ereigneten sich dagegen nur fünf bekannte Ausbrüche. Der erste geschah 920, der zweite Ausbruch fand 1612/13 statt, ein weiterer in den Jahren 1821–1823. Im Frühjahr 2010 ereigneten sich zwei Eruptionen, die erste im März am Fimmvörðuháls, die zweite ab Mitte April an der Gipfelcaldera.

#### Skerin Ridge und der Ausbruch des Jahres 920
Bei Skerin Ridge handelt es sich um eine radiale Ausbruchsspalte, die im Nordwesten der Gipfelcaldera des Eyjafjallajökull zu finden ist. Der Rücken hat eine Länge von ca. 4,5 km und eine Breite von etwa 100 m.
Geologische Untersuchungen der Spuren von Gletscherläufen, die bei diesem Rücken ihren Ursprung haben, weisen auf eine Entstehung bei einem Ausbruch unter dem Gletscher im 10. Jahrhundert hin. Die Klimaerwärmung und der damit verbundene Rückzug des Gletschers ermöglichten genauere Analysen des Aufbaus dieses Rückens insbesondere in Bezug auf die schnelle Abkühlung der Laven durch das Gletschereis.
Die Ergebnisse zeigen, dass der Rücken sich vor allem aus trachitischem Gestein aufgebaut hat (0,043 km³), in geringerem Maße allerdings auch aus Basaltgesteinen und intermediären Tephralagen (Trachyandesit) besteht (0,012 km³).
Der Ausbruch begann offensichtlich mit dem Aufbau eines Schlackenkegels am nordwestlichen Ende der eisfreien Spalte sowie einem phreatomagmatischen Ausbruch am eisbedeckten Südostende der Spalte, der einen Tuffwall aus demselben Gestein hinterließ. Der Ausbruch war eine gemischte Eruption, gleichzeitig explosiv und effusiv, wobei einer Reihe von Schloten entlang der Ausbruchsspalte trachitische Laven entströmten, die schnell durch das Schmelzwasser des Gletschers abgekühlt wurden. Die Ausbruchsserie endete mit einer strombolianischen Phase.
Petrologische Untersuchungen zeigten, dass kurz vor dem Ausbruch offensichtlich eine Vermischung von Magmen unterschiedlicher Zusammensetzung stattgefunden und eine Basaltintrusion die Eruption sauren Gesteins ausgelöst hatte.
Man fand auch Spuren mindestens eines älteren und undatierbaren Ausbruchs an derselben Ausbruchsspalte, der ein Basaltlavafeld nördlich derselben produziert hatte.

#### 1612 oder 1613

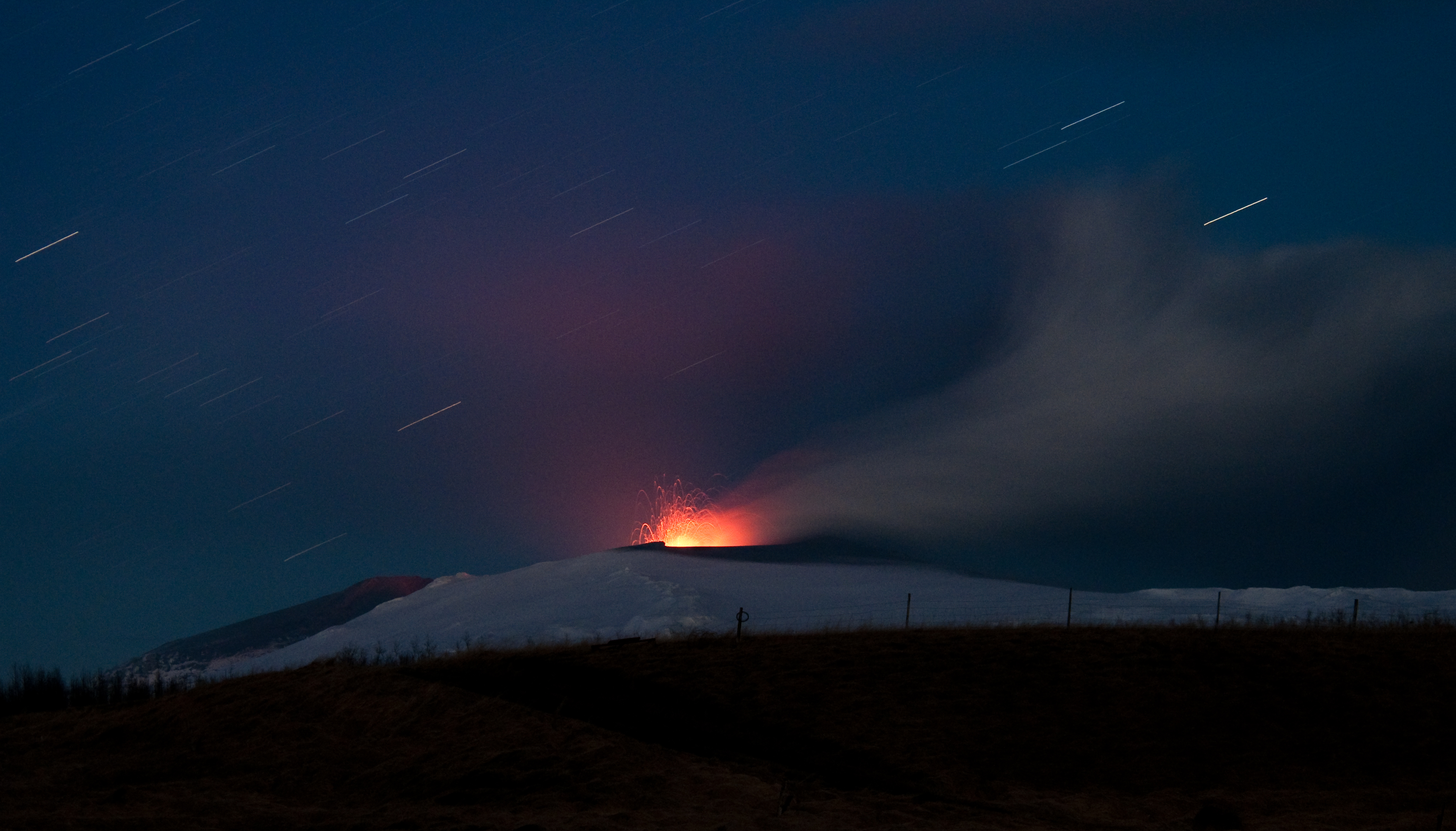
Eyjafjallajökull: Eruption im April 2010 – unverkennbare Ähnlichkeit mit der Eruptionsbeschreibung von 1613

Von diesem Ausbruch ist wenig bekannt.
Ein Reisender aus Mähren namens Daniel Vetter beschrieb im Winter 1612 bzw. 1613, das ganz genaue Datum liegt nicht fest, einen Ausbruch des Eyjafjallajökull. Eine Zeitlang hielt man seinen Bericht nicht für glaubwürdig oder übertrug die Beschreibung auf einen Ausbruch der Katla, da zu dieser Zeit Mýrdalsjökull und Eyjafjallajökull unter derselben Bezeichnung Eyjafjallajökull liefen.
Vetter beschrieb die Ereignisse so: Drei Tage lang sei schreckliches Dröhnen und Krachen aus dem Berg zu hören gewesen. Der Klang erinnerte ihn dabei an Schüsse ungemein großer Kanonen. Schließlich loderte der Berg auf, besonders im Gipfelbereich. Ferner sei eine Menge vulkanisches Auswurfmaterial auf einen See zu seinen Füßen niedergegangen und habe diesen binnen kurzer Zeit ausgetrocknet und mit brennend heißer Lava und Gesteinsbrocken aufgefüllt.
Ein weiteres Zeugnis findet sich in den Skarðsannalen.
Dort wird die Eruption so beschrieben: „Da sprang plötzlich der Eyjafjallajökull an der Ostseite bis ins Meer vor, da kam Feuer hoch, das sah man fast überall nördlich von Land.“

#### Der Ausbruch von 1821 bis 1823

Ausbruch unter einem Gletscher: 1 Wasserdampfwolke; 2 übergletscherter See; 3 Gletschereis; 4 Lava- und Aschelagen; 5 Geologische Schichten; 6 Kissenlava; 7 Vulkanschlot; 8 Magmakammer; 9 Ausbruchsschlot

Der vorletzte Ausbruch ereignete sich von Dezember 1821 bis Januar 1823. Dabei wurden vier Millionen Kubikmeter dunkelgraue, feinkörnige dazitische Aschen gefördert, die man vor allem in Südisland findet. Dieser eher kleine Ausbruch richtete trotzdem einigen Schaden an. Vor allem war die Asche reich an Fluor, welches dem Vieh schadete. Auch verursachte der Ausbruch kleinere bis mittelgroße Gletscherläufe vor allem im Markarfljót, aber auch im Fluss Holtsá.
Der Ausbruch begann am 19. und 20. Dezember 1821 mit einer explosiven Phase, die einige Tage andauerte und starken Aschenfall vor allem in den besiedelten Gebieten im Süden und Westen des Vulkans zur Folge hatte.
Bis zum Juni des folgenden Jahres hielt der Ausbruch an, ohne allerdings besonders in den Siedlungen wahrgenommen zu werden, abgesehen von gestiegenem Wasserspiegel etwa im Markarfljót.
Ab Ende Juni 1822 folgte wieder eine explosive Phase, wobei die explosiven Ausbrüche wohl jeweils in Serien kamen. Der Ausbruch sandte u. a. eine Wolke in beträchtliche Höhen. Asche fiel im Eyjafjörður in Nordisland, aber auch auf die Halbinsel Seltjarnarnes, auf der ein Teil der Stadt Reykjavík liegt.
Von August bis Dezember 1822 scheint der Ausbruch weniger stark gewesen zu sein. Dennoch starb Vieh im Eyjafjörður an Fluorvergiftung und in der Holtsá auf der Südseite des Vulkanmassivs stellte man kleine Gletscherläufe fest. Auch im Markarfljót auf der Nordseite stellte man einen beträchtlichen Gletscherlauf fest. Die Quellenlage lässt allerdings das genaue Datum nicht erschließen.
1823 wagten sich einige Männer auf den Eyjafjallajökull, um die Krater genauer zu begutachten. Sie fanden eine Ausbruchsspalte etwas nordwestlich des Gipfels Guðnasteinn. Die Männer hatten Bedenken, dass der Berg auseinanderbrechen könnte, weil die Spalte sehr nahe am Gipfelrand lag und zwischen ihr und dem Abgrund nur eine dünne Felswand war.
Nach den Ausbrüchen stellte man fest, dass der Berg sich verändert hatte und eine beachtliche Senke im Gipfelbereich entstanden war, wo er vorher eher eben gewirkt hatte.
Im Frühjahr 1823 brach der benachbarte Vulkan Katla unter dem Gletscher Mýrdalsjökull aus, gleichzeitig entströmte dem Gipfelbereich des Eyjafjallajökull wieder mehr Dampf, vor allem an der Hauptausbruchsspalte.

### Eruptionen 2010

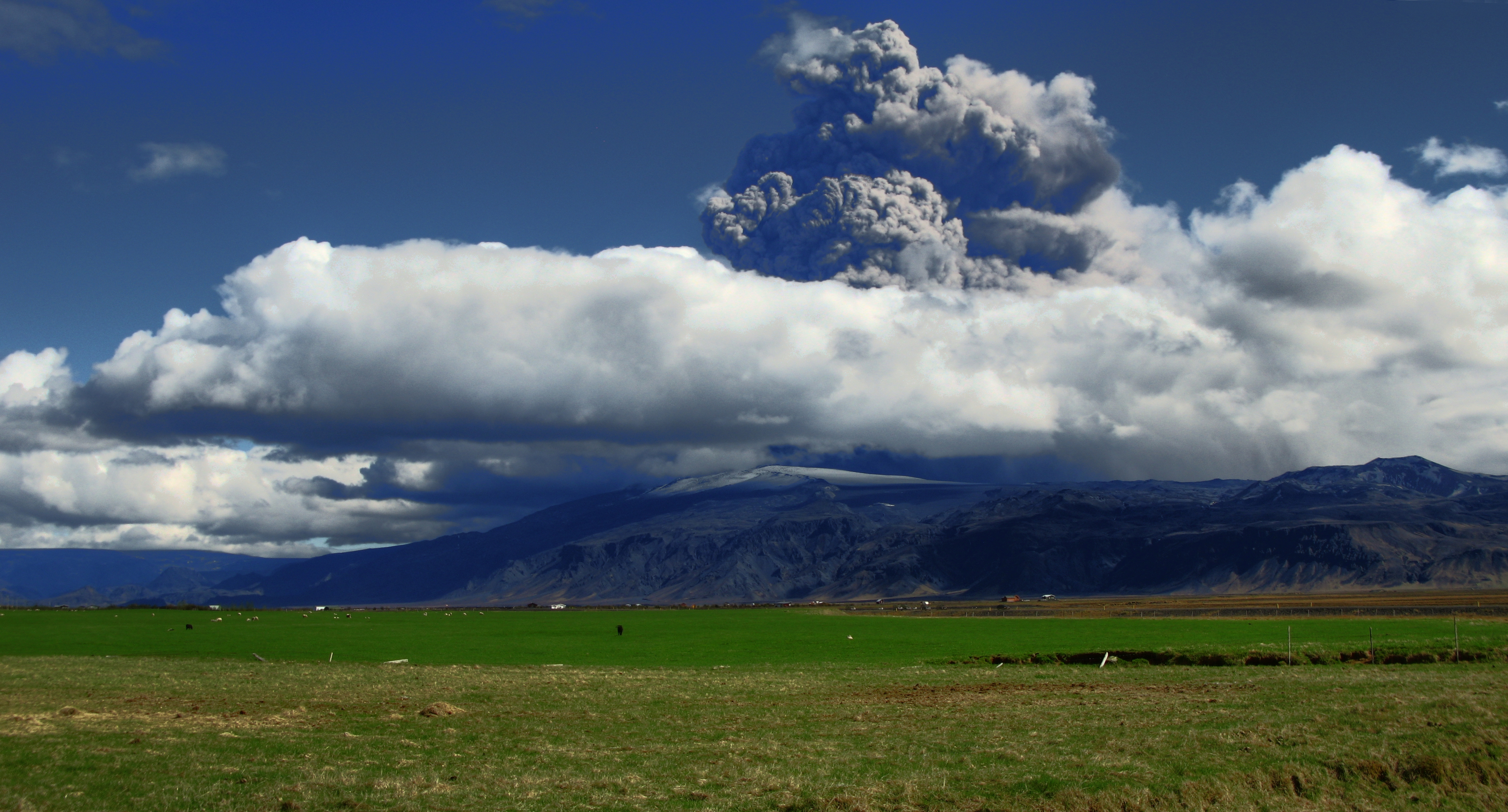
Ausbruch des Eyjafjallajökull, 13. Mai 2010

Beginnend mit dem 20. März kam es zu mehreren Eruptionen des Vulkans mit einem großen Ausstoß an Asche. Weil keine Vergleichswerte existierten, wurde der Flugverkehr über Nord- und Mitteleuropa in weiten Teilen und für mehrere Tage eingestellt. Infolge der Erfahrungen mit dem Ausbruch wurden noch 2010 Grenzwerte festgelegt, die nur in der unmittelbaren Umgebung des Vulkans überschritten worden waren. Die Flugverbote stellten sich also im Nachhinein als unbegründet heraus.

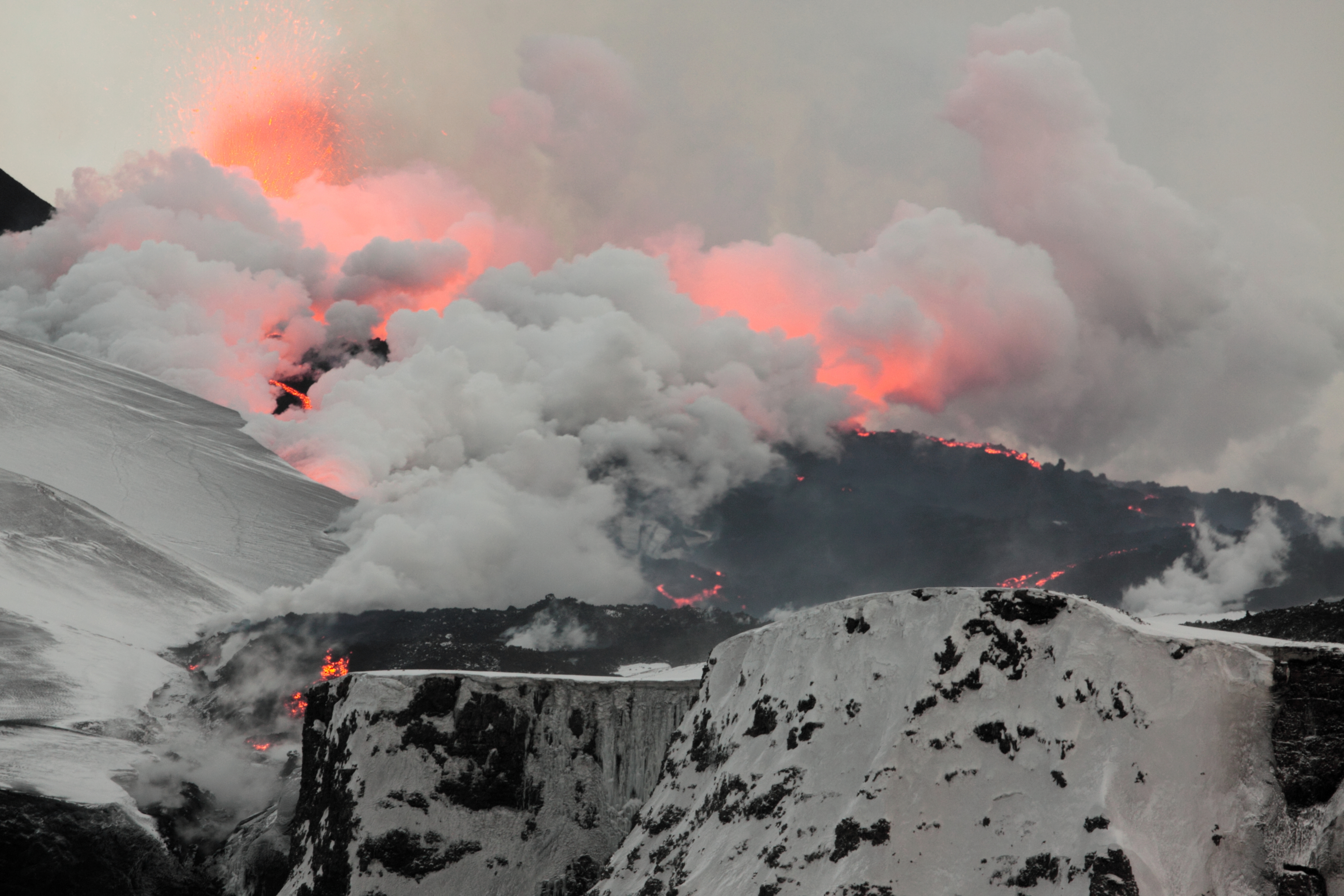
Fimmvörðuháls, 2. Spalte, 2. April 2010
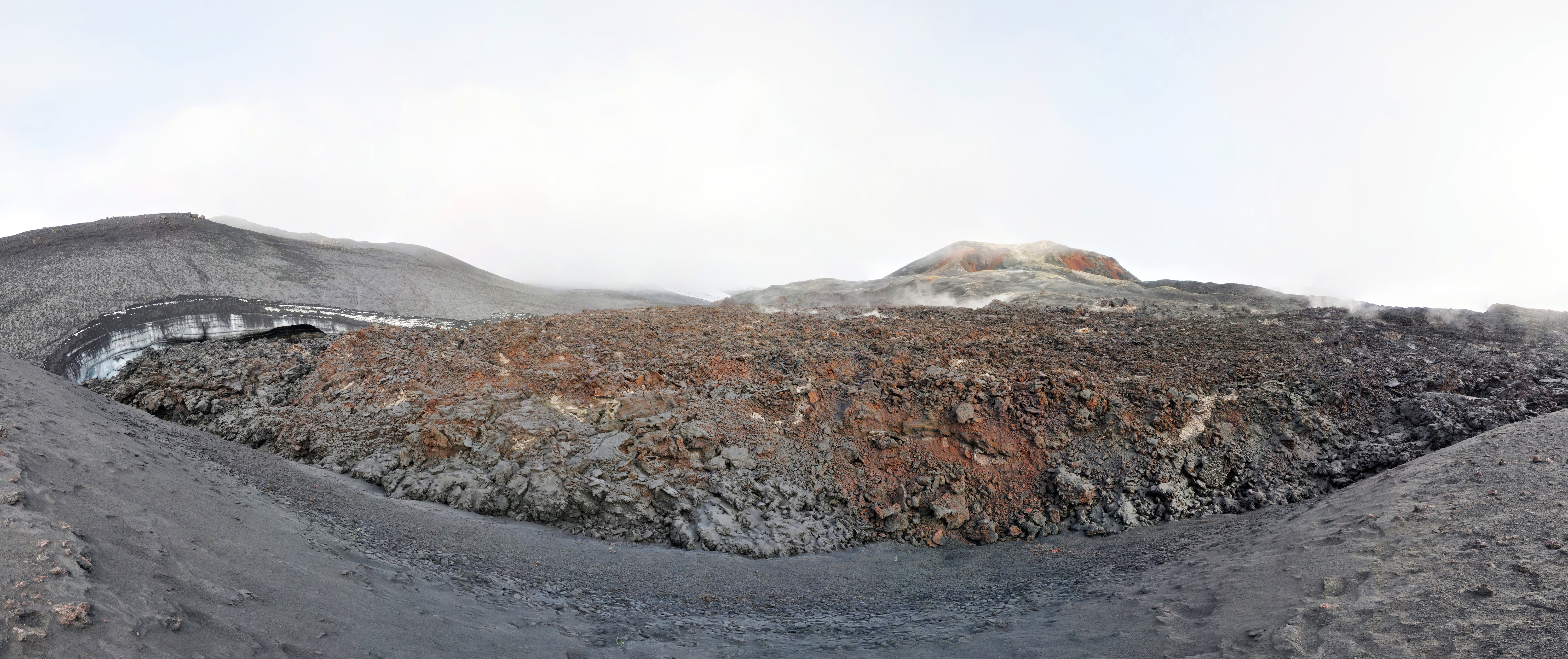
1. Spalte von Südosten aus gesehen, 4. August 2010
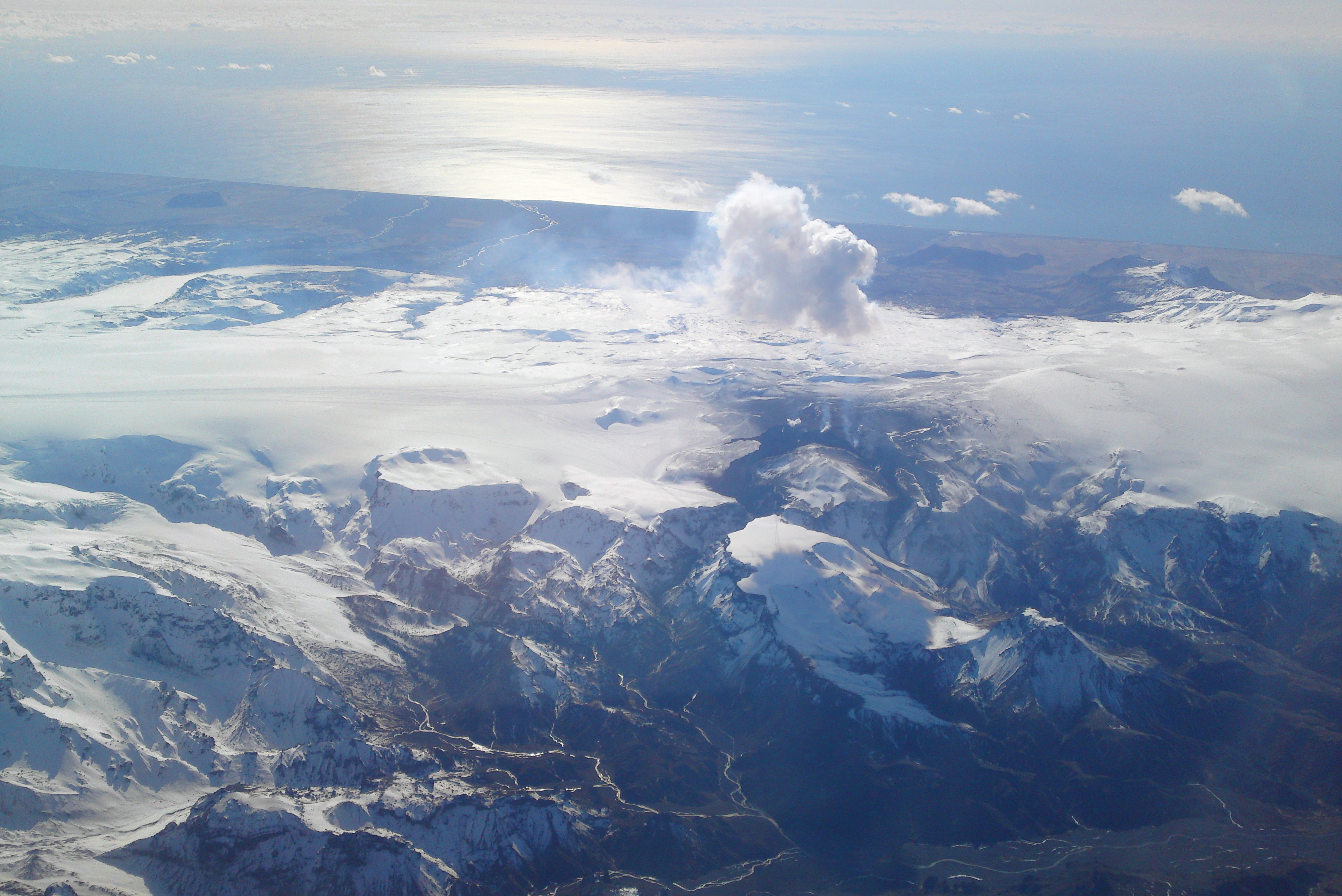
Ausbruch am Fimmvörðuháls, 4. April 2010
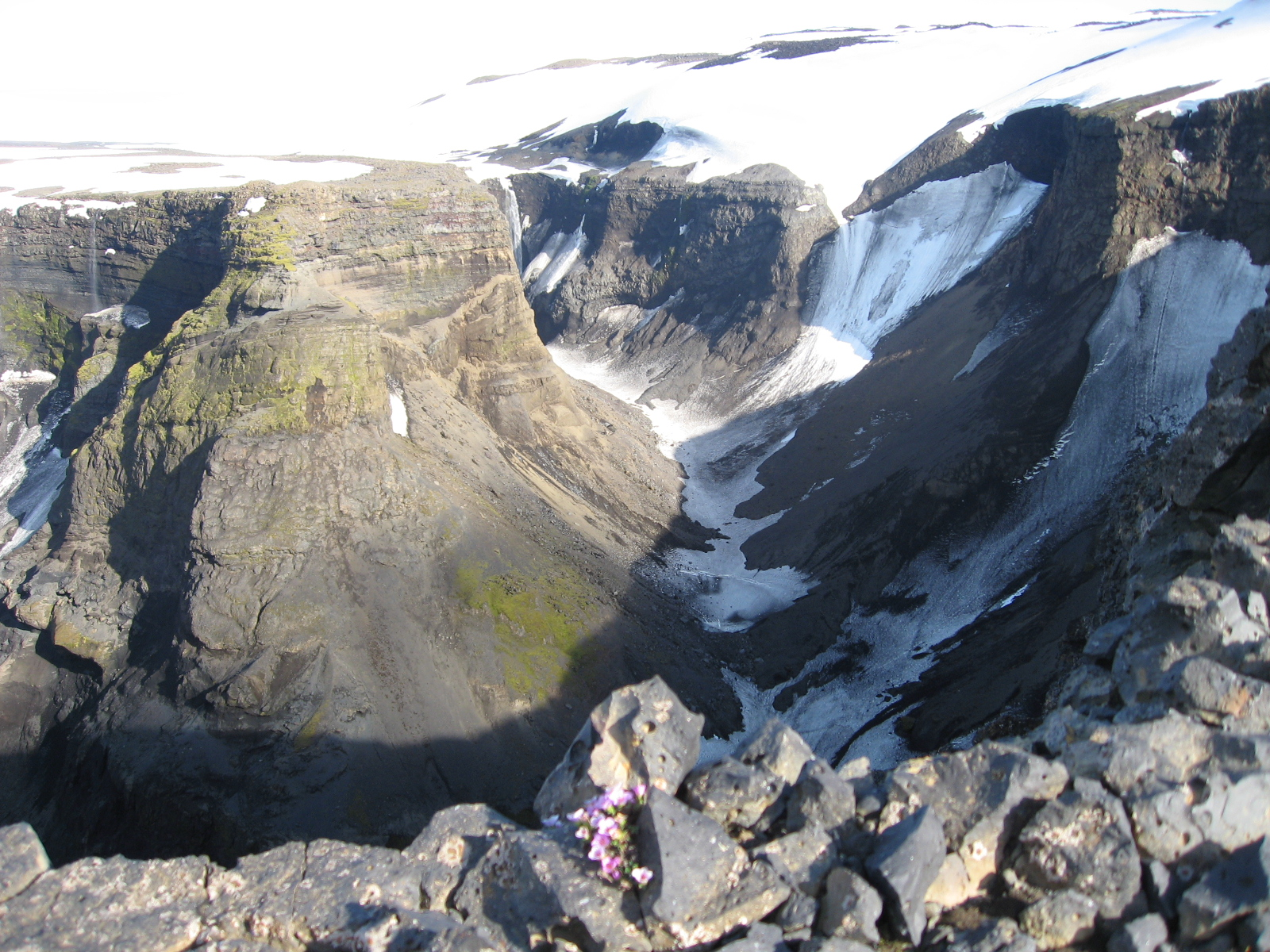
Hrúnárgil 2009. Während der ersten Ausbruchsserie 2010 ergoss sich ein Lavafall in die Schlucht.
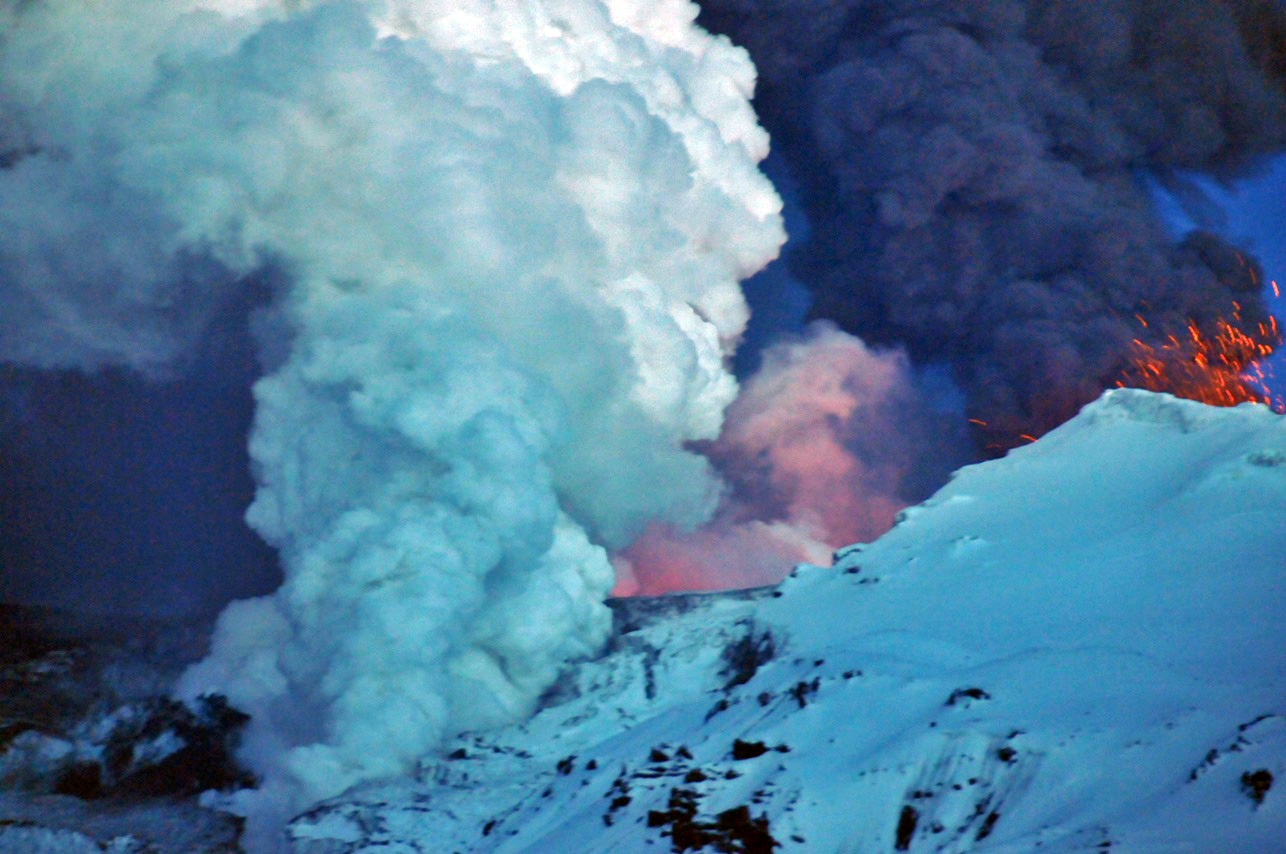
Ausbruch in der Gipfelregion am 1. Mai 2010
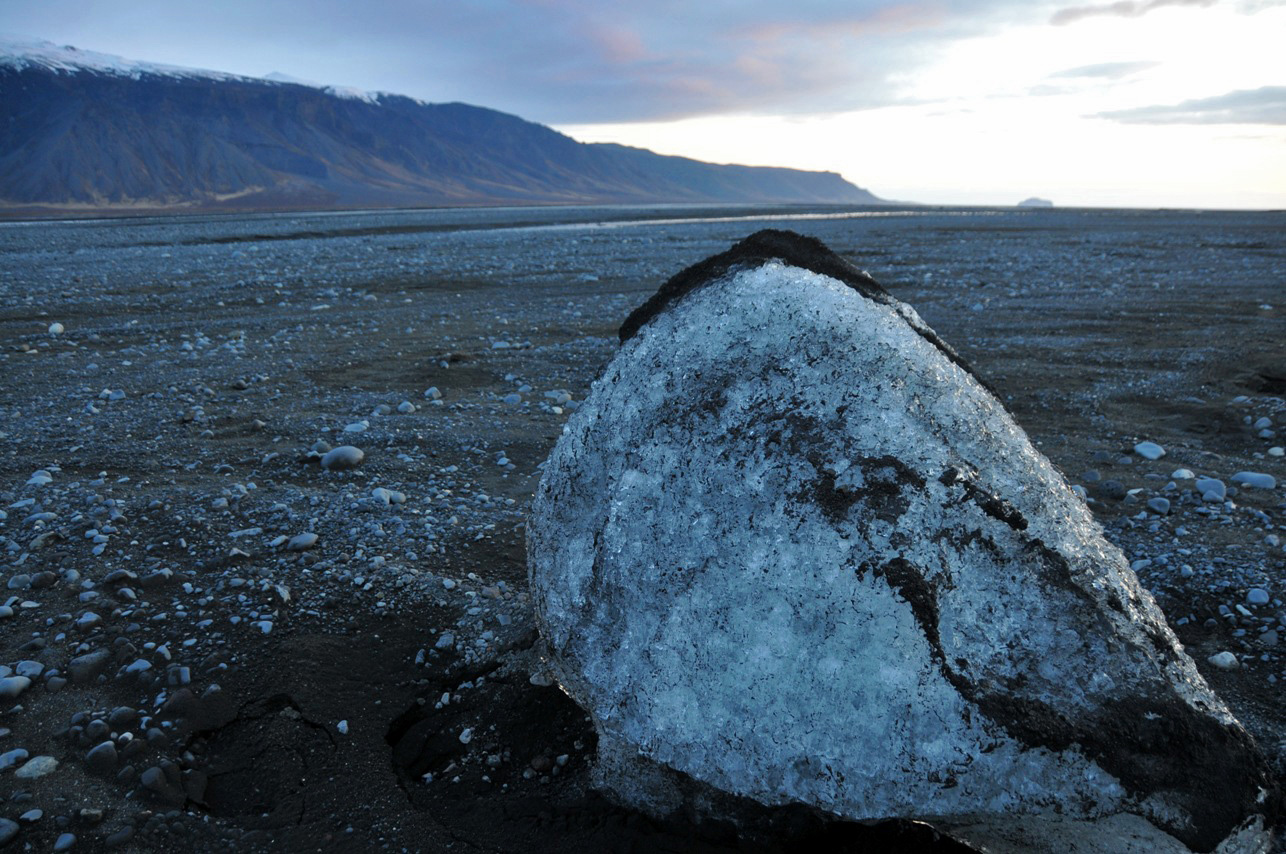
Ein Eisblock auf der Sandebene des Markarfljót, Überrest eines Gletscherlaufs, Foto vom 1. Mai 2010
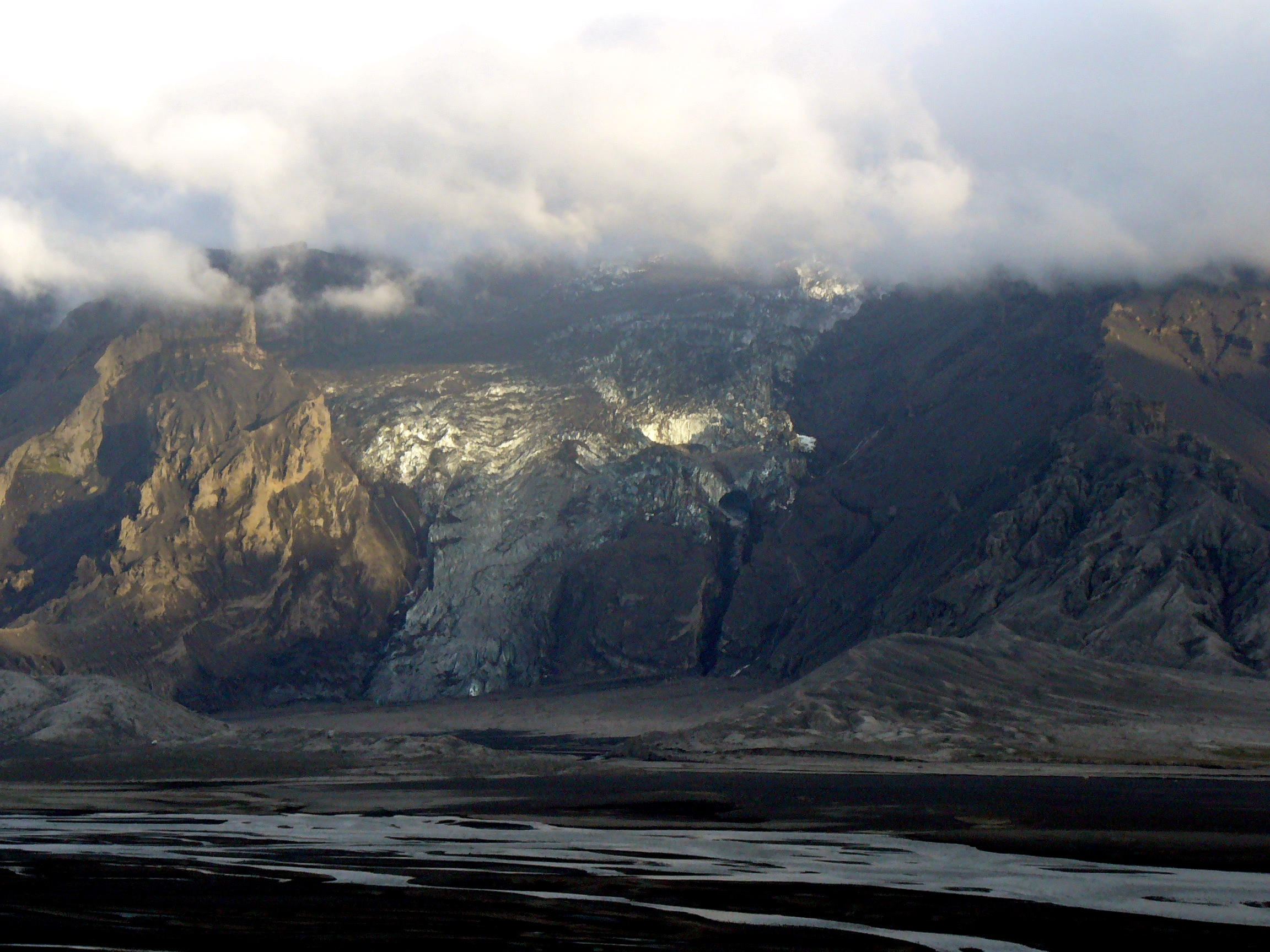
Gígjökull am 19. Juni 2010
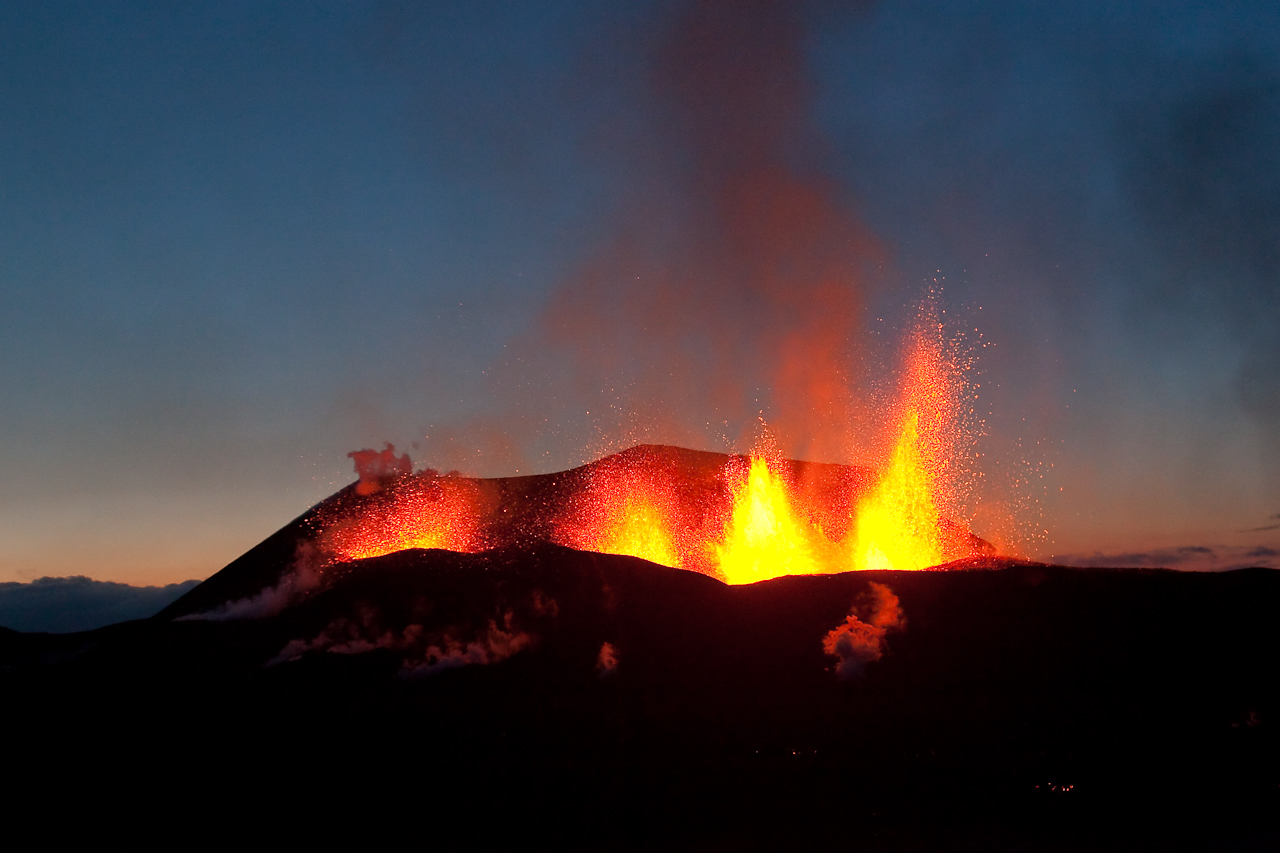
Farbenspiel am Fimmvörðuháls 26. März 2010

## Korrelation von Eyjafjallajökull und Mýrdalsjökull
Bei den drei Ausbrüchen im Eyjafjallajökull-Vulkansystem in den Jahren 920, 1612 und 1823 brach gleichzeitig, oder wenig später, auch der benachbarte Vulkan Katla unter dem Mýrdalsjökull aus. Man vermutet also eine zeitliche Wirkverbindung zwischen den beiden Vulkanen. Am Fimmvörðuháls (deutsch ‚Bergsattel der fünf Steinmänner‘), dem Übergang zwischen Eyjafjallajökull und Mýrdalsjökull, wurde gelegentlich eine gewisse seismische Aktivität festgestellt.
Der Geophysiker Páll Einarsson weist auf die Notwendigkeit hin, Katla, den Vulkan unter dem Gletscher Mýrdalsjökull, sehr genau zu überwachen, da die Eruption unter dem Eyjafjallajökull im März 2010 eine weitere in der Katla auslösen könne.

## Bergsteigen am Eyjafjallajökull

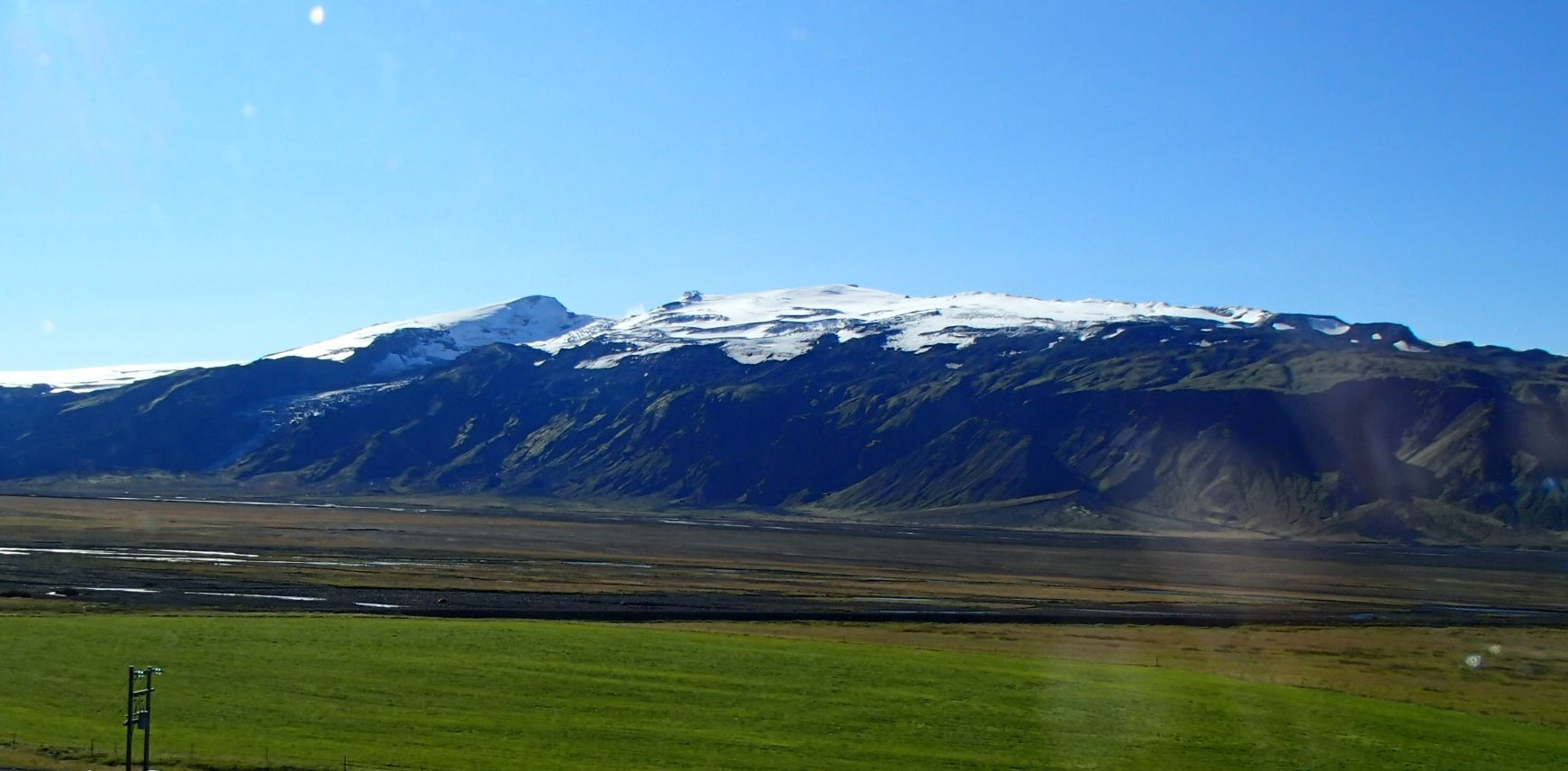
Eyjafjallajökull, Nordseite, August 2013

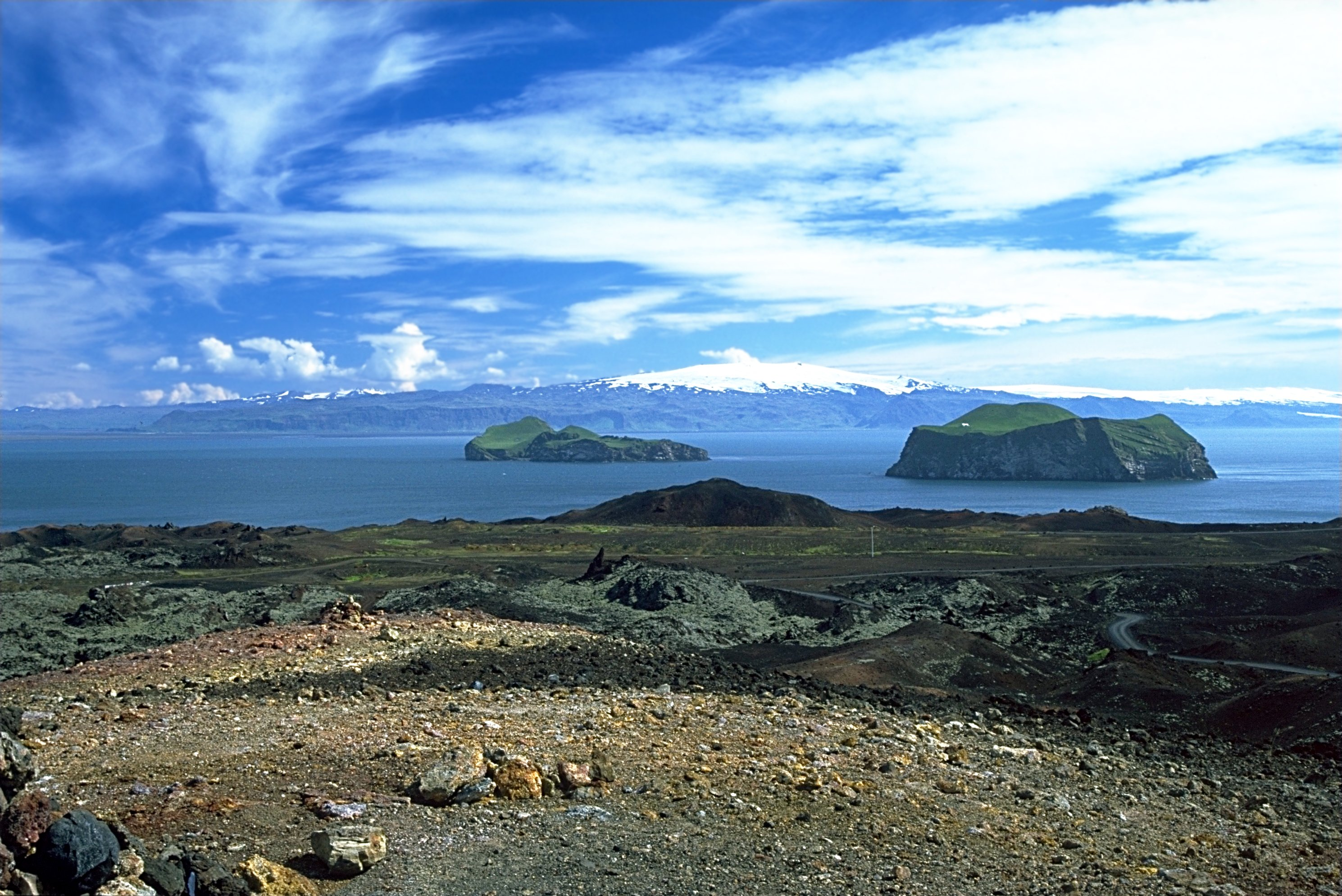
Eyjafjallajökull von den Westmännerinseln aus gesehen

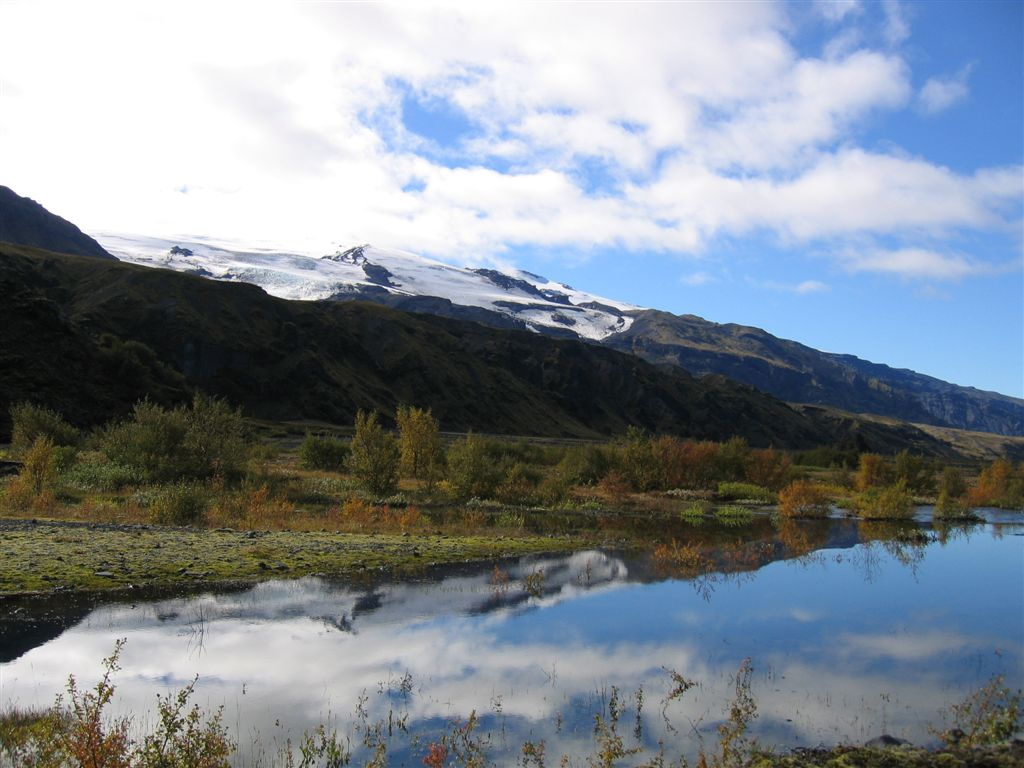
Eyjafjallajökull von der Þórsmörk aus

Der Erstbesteiger war Sveinn Pálsson am 17. August 1793.
Die einfachste Aufstiegsmöglichkeit ist vom Pass Fimmvörðuháls über den Grat zum Gletscher. Von der Útivist-Schutzhütte (~1050m) aus ist der Gipfelkrater in ca. 3 Stunden zu erreichen. Ein Aufstieg ist aber nur bei guter Wetterlage möglich, da die Gipfelregion auf Wolkenhöhe ist. Bei schlechter Sicht ist die Orientierung am Gletscherfeld und das Erkennen der Gletscherspalten fast unmöglich.
Ari Trausti Guðmundsson beschreibt als Alternative eine Aufstiegstour aus nordnordwestlicher Richtung, beginnend bei der Piste zur Þórsmörk, über den Grýtutindur. Es ist jedoch fraglich, ob diese Route nach dem Ausbruch 2010 noch begehbar ist.

## Eyjafjöll
Als Eyjafjöll (deutsch ‚Inselberge‘) wird die Gesamtheit der Südflanke des Vulkanmassivs Eyjafjallajökull vom Wasserfall Seljalandsfoss im Westen bis zum Gletscherfluss Jökulsá á Sólheimasandi im Osten bezeichnet. Die Eyjafjöll bestehen aus steil aufragenden, z. T. mehrere hundert Meter hohen Felswänden, sowie einigen Vorbergen, die nach dem Ende der letzten Eiszeit vor ca. 10.000 Jahren zunächst eine Steilküste bildeten, und heute zahllose Wasserfälle aufweisen. Durch postglaziale Landhebung um ca. 60 m ist die Küstenlinie heute um fünf Kilometer nach Süden verschoben und es hat sich eine Küstenebene gebildet. Dies wird besonders an den Wasserfällen Skógafoss und Seljalandsfoss deutlich.
Der Name Eyjafjöll rührt daher, dass sich diese Bergflanke von den Westmännerinseln aus gesehen deutlich von der Silhouette der Hauptinsel Islands abhebt. Das Gebiet zu Füßen der Berge (undir Eyjafjöllum = deutsch ‚unter den Inselbergen‘) wird durch die hohen Berge im Norden vor kalten Winden geschützt, dagegen bringen milde, feuchte Winde aus südlichen Richtungen viel Niederschlag, wodurch die Gegend zu den mildesten und fruchtbarsten in ganz Island gehört und der Frühling oft Wochen vor der weiteren Umgebung Einzug hält. Durch die Vergangenheit als Steilküste weisen die Berge v. a. im unteren Bereich durch Meeresbrandung in das weiche Gestein gebrochene kleine Höhlen auf, deren bekannteste die Paradísarhellir (deutsch „Paradieshöhle“) ist. Sie soll im 19. Jahrhundert der Hintergrund einer spannenden Liebesgeschichte gewesen sein. Darüber schrieb der isländische Schriftsteller Jón Trausti den Roman Anna von Stóra-Borg.

## Þórsmörk
Auf der Nordseite wird der Eyjafjallajökull vom Tal der Flüsse Markarfljót und Krossá sowie dem üppig bewaldeten Höhenrücken Þórsmörk begrenzt.

## Historische Ereignisse
- Am 16. Mai 1952 stürzte eine Maschine der Rettungsgesellschaft der amerikanischen Truppen auf Island bei einem Flug auf der Nordseite des Eyjafjallajökull ab. Fünf Menschen sind dabei gestorben. Gefunden wurde unmittelbar danach nur ein Toter. Die Leichen der anderen fand man erst 1964/66 bei Übungen der hiesigen Rettungsmannschaften am Gígjökull.

## Trivia
- Die Boeing 757-200 der Icelandair mit dem Kennzeichen TF-FII ist nach dem Vulkan benannt.
- In dem Film Das erstaunliche Leben des Walter Mitty macht sich der Hauptdarsteller auf den Weg zum Vulkan.
- Die 2013 erschienene Filmkomödie Eyjafjallajökull – Der unaussprechliche Vulkanfilm handelt vom Ausbruch des Vulkans.
- Der Hauptgürtelasteroid (20252) Eyjafjallajökull ist nach dem Vulkan benannt.

### Name und Aussprache
- Eyjafjallajökull: Aussprache und Bedeutung. belleslettres.eu

### Zur Geologie des Eyjafjallajökull
- Eyjafjallajökull im Global Volcanism Program der Smithsonian Institution (englisch)
- Knappe Darstellung des Eyjafjallajökull. Inst. of Earth Sciences, Univ. Island (englisch).
- Rút und Páll Einarsson: Karte mit Angaben zu den (vermutlichen) historischen Ausbruchsstellen (gosstaðir) und -spalten (sprungur) der Vulkane Katla und Eyjafjallajökull mit Jahresangaben des jeweiligen Ausbruchs. (PDF) Univ. Island (isländisch).
- Magmabewegungen und Erdbeben am Eyjafjallajökull. (PDF; 3,1 MB) Isl. Wetteramt (englisch)
- Erik Sturkell, Páll Einarsson u. a.: Volcano geodesy and magma dynamics in Iceland. In: Journal of Volcanology and Geothermal Research. 150, 2006, S. 14, doi:10.1016/j.jvolgeores.2005.07.010.
- Martin P. Kirkbride, Andrew J. Dugmore: Two millennia of glacier advances from southern Iceland dated by tephrochronology. In: Quaternary Research. 70, 2008, S. 398; doi:10.1016/j.yqres.2008.07.001.
- Live-Webcam zum aktuellen Ausbruch 2010
- Magnús Tumi Magnússon u. a.: Gefahreneinschätzung bei Ausbrüchen in Katla und Eyjafjallajökull. (PDF; 927 kB) almannavarnir.is (isländisch)

(siehe auch unter Literatur)
- Die Vulkanausbrüche am Eyjafjallajökull 2010. eyjafjalla-eruption.de
- Monika Seynsche: Spiel mit dem Feuer – Wenn Vulkane auf Gletscher treffen. Deutschlandfunk, Wissenschaft im Brennpunkt, 21. August 2010.
- Eyjafjallajökull. vulkane.net

### Videos und Fotos
- (Video) streaming-planet.de
- (Fotos) geonauten.net